# كليو ماديسون
كليو ماديسون (بالإنجليزية: Cleo Madison)‏ هي مخرجة وممثلة أمريكية، ولدت في 26 مارس 1883 في الولايات المتحدة، وتوفيت بنفس المكان في 11 مارس 1964 بسبب نوبة قلبية.

## وصلات خارجية
- كليو ماديسون على موقع IMDb (الإنجليزية)
- كليو ماديسون على موقع أول موفي (الإنجليزية)
- كليو ماديسون على موقع قاعدة بيانات الفيلم (الإنجليزية)
- كليو ماديسون على موقع كينوبويسك (الروسية)